# Powiat Münsterberg
Powiat Münsterberg (niem. Landkreis Münsterberg, pol. powiat ziębicki) – prusko-niemiecka jednostka podziału administracyjnego, istniejąca w latach 1816–1932, wchodząca w skład prowincji śląskiej (do 1919 r.), a następnie prowincji dolnośląskiej.

## Historia
Landkreis Münsterberg i Landkreis Frankenstein powstały na terenie średniowiecznego księstwa ziębickiego. Zostały one założone za panowania Fryderyka II Wielkiego, który dokonał reorganizacji administracji na terenie swojego państwa.
W latach 1815–1816 wprowadzono w Prusach jednostkę administracyjną rejencję jako pośredni szczebel administracji pomiędzy prowincją a powiatem. Powiaty Münsterberg i Frankenstein należały do pruskiej prowincji śląskiej i do nowo utworzonej rejencji w Dzierżoniowie. Siedzibami starostów, urzędów powiatowych i sejmików powiatowych były odpowiednio: Ząbkowice Śląskie i Ziębice.
Taki podział pozostał praktycznie aż do lat 30. XX w., chociaż kilkakrotnie dokonywano korekty granic obu powiatów. Ostatnia za czasów niemieckich reforma administracyjna miała miejsce w 1932 r. i była związana z działaniami oszczędnościowymi rządu. Rozporządzeniem z dnia 1 sierpnia 1932 r. po niemal 200 latach zlikwidowano powiat ziębicki, włączając go w skład powiatu ząbkowickiego, a jego północną i wschodnią część do powiatu grodkowskiego i powiatu strzelińskiego. W ten sposób 1 listopada 1932 r. zaczął funkcjonować na tym obszarze tzw. Wielki Powiat Ząbkowicki.

## Landraci[3]
- 1865–1871  Theodor Freiherr von Gaffron-Kunern
- 1871–1896  Hugo von Sametzki
- 1896–1900  Paul von Chappius
- 1900–1931  dr Carl G. J. P. Kirchner
- 1932–1932  dr Georg Pietsch

## Ludność (1885–1939)
- 1885 r. - 33.154
- 1890 r. - 32.865, z czego ewangelicy: 6.475,   katolicy: 25.738,   wyznanie mojżeszowe: 100
- 1900 r. - 31.865, z czego ewangelicy: 6.791,   katolicy: 24.996
- 1910 r. - 32.036, z czego ewangelicy: 6.988,   katolicy: 24.963
- 1925 r. - 32.452, z czego ewangelicy: 7.640,   katolicy: 24.684,   wyznanie mojżeszowe: 61,   inni chrześcijanie:  40
- 1933 r. - 76.610, z czego ewangelicy: 18.127,  katolicy: 58.131,   wyznanie mojżeszowe: 74,   inni chrześcijanie:  23
- 1939 r. - 75.056, z czego ewangelicy: 17.915,  katolicy: 56.480,   wyznanie mojżeszowe: 30,   inni chrześcijanie:  10